# Canton de Lambesc
Le canton de Lambesc est une ancienne division administrative française située dans le département des Bouches-du-Rhône, dans l'arrondissement d'Aix-en-Provence.

## Histoire
Canton créé en 1801.
Il est supprimé à la suite du redécoupage cantonal de 2014.

## Composition
| Nom                 | Code Insee | Intercommunalité                   | Superficie (km2) | Population (dernière pop. légale) | Densité (hab./km2) |
| ------------------- | ---------- | ---------------------------------- | ---------------- | --------------------------------- | ------------------ |
| Lambesc (chef-lieu) | 13050      | Métropole d'Aix-Marseille-Provence | 65,34            | 9 459 (2014)                      | 145                |
| Charleval           | 13024      | Métropole d'Aix-Marseille-Provence | 14,41            | 2 604 (2014)                      | 181                |
| Rognes              | 13082      | Métropole d'Aix-Marseille-Provence | 58,32            | 4 777 (2014)                      | 82                 |
| La Roque-d'Anthéron | 13084      | Métropole d'Aix-Marseille-Provence | 25,49            | 5 461 (2014)                      | 214                |
| Saint-Cannat        | 13091      | Métropole d'Aix-Marseille-Provence | 36,54            | 5 644 (2014)                      | 154                |
| Saint-Estève-Janson | 13093      | Métropole d'Aix-Marseille-Provence | 8,65             | 379 (2014)                        | 44                 |

## Conseillers généraux du Canton de Lambesc auXIXesiècle
- 15/11/1833 - Alfred Abel de Libran
- 27/08/1848 - Jules Roux
- 03/08/1852 - Amédée de Forbin (Comte)
- 17/06/1861 - Ernest Bonnefoy
- 14/01/1871 - Paul Bouquet (membre de la commission départementale)
- 08/10/1871 - Paul Bouquet
- 08/07/1876 - Baptistin Crespin
- 19/08/1880 - Benjamin Abram
- 31/07/1898 - Louis Alexis[1]

## Représentation

### Conseillers généraux de 1833 à 2015
| Période      | Période          | Identité                    | Étiquette                               | Qualité |
| ------------ | ---------------- | --------------------------- | --------------------------------------- | --- |
| 1833         | 1848             | Alfred d'Abel de Libran     |                                         | Ancien juge d'instruction Ancien sous-préfet de Valognes (Manche) Propriétaire à Lambesc                                                      |
| 1848         | 1852             | Jules Roux                  |                                         | Avocat à Marseille |
| 1852         | 1860 (décès)     | Comte Amédée de Forbin      |                                         | Propriétaire Ancien capitaine à la Légion du Vaucluse                                                                                         |
| 1861         | 1871             | Ernest Bonnefoy (1829-?)    |                                         | Propriétaire à Charleval |
| 1871         | 1876 (démission) | Paul Bouquet                |                                         | Médecin, conseiller municipal de Rognes |
| 1876         | 1880             | Baptistin Crespin (1834-?)  | Républicain                             | Propriétaire, rentier Maire de La Roque-d'Anthéron (1872-1874, 1876-1879)                                                                     |
| 1880         | 1898             | Benjamin Abram              | Républicain                             | Avocat - Maire d'Aix-en-Provence (1888-1896) Président du Conseil Général (1886-1898)                                                         |
| 1898         | 1940             | Louis Alexis                | Rad. puis Rad.ind.                      | Directeur d'école puis professeur, propriétaire à Éguilles                                                                                    |
|              |                  |                             |                                         | |
| 1943         | 1945             | Jules Jacquemus             |                                         | Président de la délégation spéciale de Charleval Nommé conseiller départemental en 1943                                                       |
|              |                  |                             |                                         | |
| 1945         | 1956 (décès)     | Marcel Parraud              | Soc.ind.                                | Maire de Saint-Cannat |
| 17 juin 1956 | 1961             | Vincent Avy                 | SFIO                                    | Cultivateur à La Roque-d'Anthéron |
| 1961         | 1964             | Paul Onoratini              | DVD                                     | Commerçant Propriétaire du château de Florans Maire de La Roque-d'Anthéron (1959-1989)                                                        |
| 1964         | 1967             | M. Perret                   | PCF                                     | |
| 1967         | 1998             | Gilbert Pauriol (1924-2012) | SFIO puis PS puis DVG puis MRG puis PRG | Agriculteur Maire de Lambesc (1965-1995) |
| 1998         | 2015             | Jacky Gérard                | PS                                      | Conseil en Gestion d’entreprises Vice-Président du Conseil Général Maire de Saint-Cannat depuis 1983 Elu en 2015 dans le Canton de Pélissanne |

### Conseillers d'arrondissement (de 1833 à 1940)
| Période | Période | Identité                  | Étiquette               | Qualité |
| ------- | ------- | ------------------------- | ----------------------- | --- |
| 1833    | 1848    | Émile Granier             |                         | Propriétaire à Lambesc                                                                                      |
|         |         |                           |                         | |
| 1852    |         | Auguste de Bec            |                         | Directeur de la ferme-école de La Montaurone, à Saint-Cannat                                                |
|         |         |                           |                         | |
|         | 1871    | Victorin Granon           |                         | Propriétaire, maire de Rognes                                                                               |
| 1871    | 1877    | Baptistin Crespin         | Républicain             | Maire de La Roque-d'Anthéron                                                                                |
| 1877    | 1883    | Félix Perret (?-1890)     | Républicain             | Maire de Saint-Cannat                                                                                       |
| 1883    | 1895    | Étienne Turrel            |                         | Conseiller municipal d'Aix-en-Provence                                                                      |
| 1895    | 1907    | Louis Delescalle          |                         | Propriétaire, maire de Lambesc                                                                              |
| 1907    | 1919    | Fernand Julien            | Rad.                    | Maire de Lambesc                                                                                            |
| 1919    | 1925    | Jules Reynaud             | Républicain indépendant | Industriel, maire de Lambesc                                                                                |
| 1925    | 1931    | Albert-Michel Amourdedieu | Cartel des gauches      | Administrateur de la succursale de la Caisse d'Épargne, maire de Lambesc                                    |
| 1931    | 1940    | Henri Fouque              | SFIO puis Radical       | Maire de Charleval                                                                                          |
| 1940    |         |                           |                         | Les conseils d'arrondissement ont été suspendus par la loi du 12 octobre 1940 et n'ont jamais été réactivés |

## Démographie
| 1962  | 1968  | 1975   | 1982   | 1990   | 1999   | 2006   | 2011   | 2012   |
| ----- | ----- | ------ | ------ | ------ | ------ | ------ | ------ | ------ |
| 7 822 | 9 357 | 11 299 | 15 531 | 20 100 | 23 260 | 25 502 | 27 618 | 27 640 |